# Comuna Ockelbo
Ockelbo (Ockelbo kommun) este o comună din comitatul Gävleborgs län, Suedia, cu o populație de 5.785 locuitori (2013).

## Geografie

### Zone urbane
Lista celor mai mari zone urbane din comună (anul 2015) conform Biroului Central de Statistică al Suediei:
| Nr | Zona urbană | Pop.  |
| -- | ----------- | ----- |
| 1  | Ockelbo     | 2.875 |
| 2  | Lingbo      | 420   |
| 3  | Åmot        | 238   |

## Demografie
| \| Evoluția demografică în comuna Ockelbo, 1970–2015 \| Evoluția demografică în comuna Ockelbo, 1970–2015 \| Evoluția demografică în comuna Ockelbo, 1970–2015 \| Evoluția demografică în comuna Ockelbo, 1970–2015 \| Evoluția demografică în comuna Ockelbo, 1970–2015 \| \| ----------------------------------------------------------------------------------------------------- \| ------------------------------------------------- \| ------------------------------------------------- \| ------------------------------------------------- \| ------------------------------------------------- \| \| An \| \| \| Locuitori \| \| \| 1970 \| 1970 \| \| 6725 \| 6725 \| \| 1975 \| 1975 \| \| 6410 \| 6410 \| \| 1980 \| 1980 \| \| 6663 \| 6663 \| \| 1985 \| 1985 \| \| 6438 \| 6438 \| \| 1990 \| 1990 \| \| 6484 \| 6484 \| \| 1995 \| 1995 \| \| 6478 \| 6478 \| \| 2000 \| 2000 \| \| 6189 \| 6189 \| \| 2005 \| 2005 \| \| 6051 \| 6051 \| \| 2010 \| 2010 \| \| 5936 \| 5936 \| \| 2015 \| 2015 \| \| 5849 \| 5849 \| \| Sursa: SCB - Statistika Centralbyrån, Folkmängd efter region, civilstånd, ålder och kön. År 1968–2016 \| \| \| \| \| |      |  |           |      |
| Evoluția demografică în comuna Ockelbo, 1970–2015 |      |  |           |      |
| An |      |  | Locuitori |      |
| 1970 | 1970 |  | 6725      | 6725 |
| 1975 | 1975 |  | 6410      | 6410 |
| 1980 | 1980 |  | 6663      | 6663 |
| 1985 | 1985 |  | 6438      | 6438 |
| 1990 | 1990 |  | 6484      | 6484 |
| 1995 | 1995 |  | 6478      | 6478 |
| 2000 | 2000 |  | 6189      | 6189 |
| 2005 | 2005 |  | 6051      | 6051 |
| 2010 | 2010 |  | 5936      | 5936 |
| 2015 | 2015 |  | 5849      | 5849 |
| Sursa: SCB - Statistika Centralbyrån, Folkmängd efter region, civilstånd, ålder och kön. År 1968–2016 |      |  |           |      |